# Щитно (Плонський повіт)
Щитно (пол. Szczytno) — село в Польщі, у гміні Залуський Плонського повіту Мазовецького воєводства.
Населення — 288 осіб (2011).
У 1975-1998 роках село належало до Цехановського воєводства.

## Демографія
Демографічна структура станом на 31 березня 2011 року:
|          | Загалом | Допрацездатний вік | Працездатний вік | Постпрацездатний вік |
| -------- | ------- | ------------------ | ---------------- | -------------------- |
| Чоловіки | 135     | 37                 | 85               | 13                   |
| Жінки    | 153     | 27                 | 93               | 33                   |
| Разом    | 288     | 64                 | 178              | 46                   |